# Froges
Froges est une commune française située dans le département de l'Isère en région Auvergne-Rhône-Alpes.
La commune est adhérente de la communauté de communes du Grésivaudan. On prononce /froj/, comme dans « Bauges » (en API [fʁoʒ]) et ses habitants sont appelés les Frogiens (Frogiennes).

## Géographie

### Situation et description

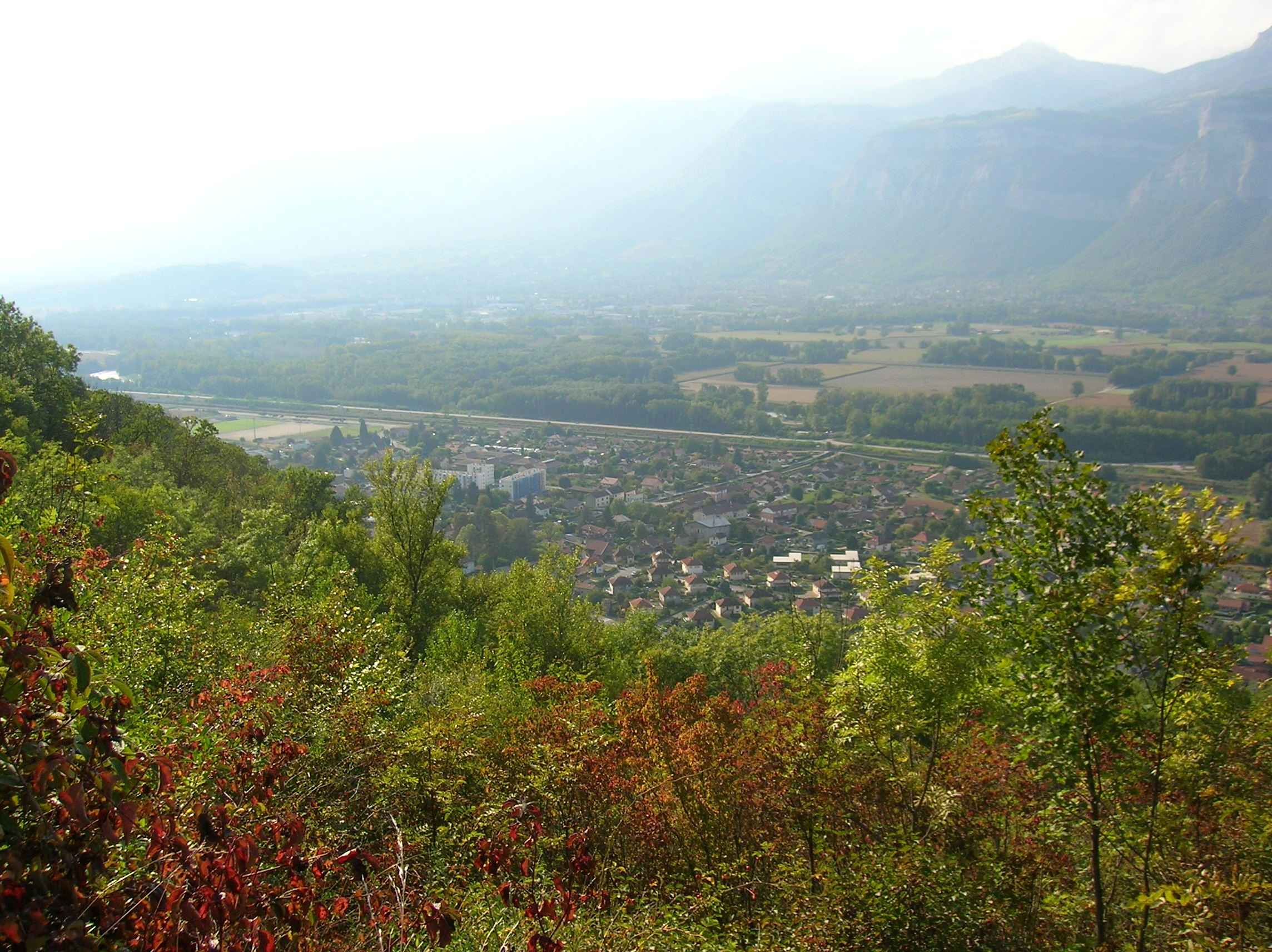
Panorama de Froges et du Champ-près-Froges depuis Champ le Haut.

Au Sud, la limite entre les communes de Froges et Villard-Bonnot est fixée par le ruisseau de Laval, au milieu du hameau partagé de Brignoud, tandis qu'au Nord la limite entre Froges et Le Champ-près-Froges est marquée par le ruisseau des Adrets.
Pas loin de la ville, trois domaines skiables, deux en Chartreuse : les stations de ski du plateau des Petites Roches (Saint-Hilaire), la station du col de Marcieu (Saint-Bernard) et un dans la chaîne de Belledonne : le domaine de Prapoutel aux Sept Laux.

### Climat
Pour des articles plus généraux, voir Climat d'Auvergne-Rhône-Alpes et Climat de l'Isère.
En 2010, le climat de la commune est de type climat des marges montargnardes, selon une étude du Centre national de la recherche scientifique s'appuyant sur une série de données couvrant la période 1971-2000. En 2020, Météo-France publie une typologie des climats de la France métropolitaine dans laquelle la commune est exposée à un climat de montagne ou de marges de montagne et est dans la région climatique  Alpes du nord, caractérisée par une pluviométrie annuelle de 1 200 à 1 500 mm, irrégulièrement répartie en été.
Pour la période 1971-2000, la température annuelle moyenne est de 11,4 °C, avec une amplitude thermique annuelle de 19 °C. Le cumul annuel moyen de précipitations est de 1 361 mm, avec 9,2 jours de précipitations en janvier et 7,4 jours en juillet. Pour la période 1991-2020, la température moyenne annuelle observée sur la station météorologique de Météo-France la plus proche, « Pipay_sapc », sur la commune de Theys à 6 km à vol d'oiseau, est de 6,3 °C et le cumul annuel moyen de précipitations est de 1 545,8 mm,. Pour l'avenir, les paramètres climatiques de la commune estimés pour 2050 selon différents scénarios d'émission de gaz à effet de serre sont consultables sur un site dédié publié par Météo-France en novembre 2022.

### Hydrographie
Le principal cours d'eau bordant la commune est l'Isère.

### Voies de communication et transports

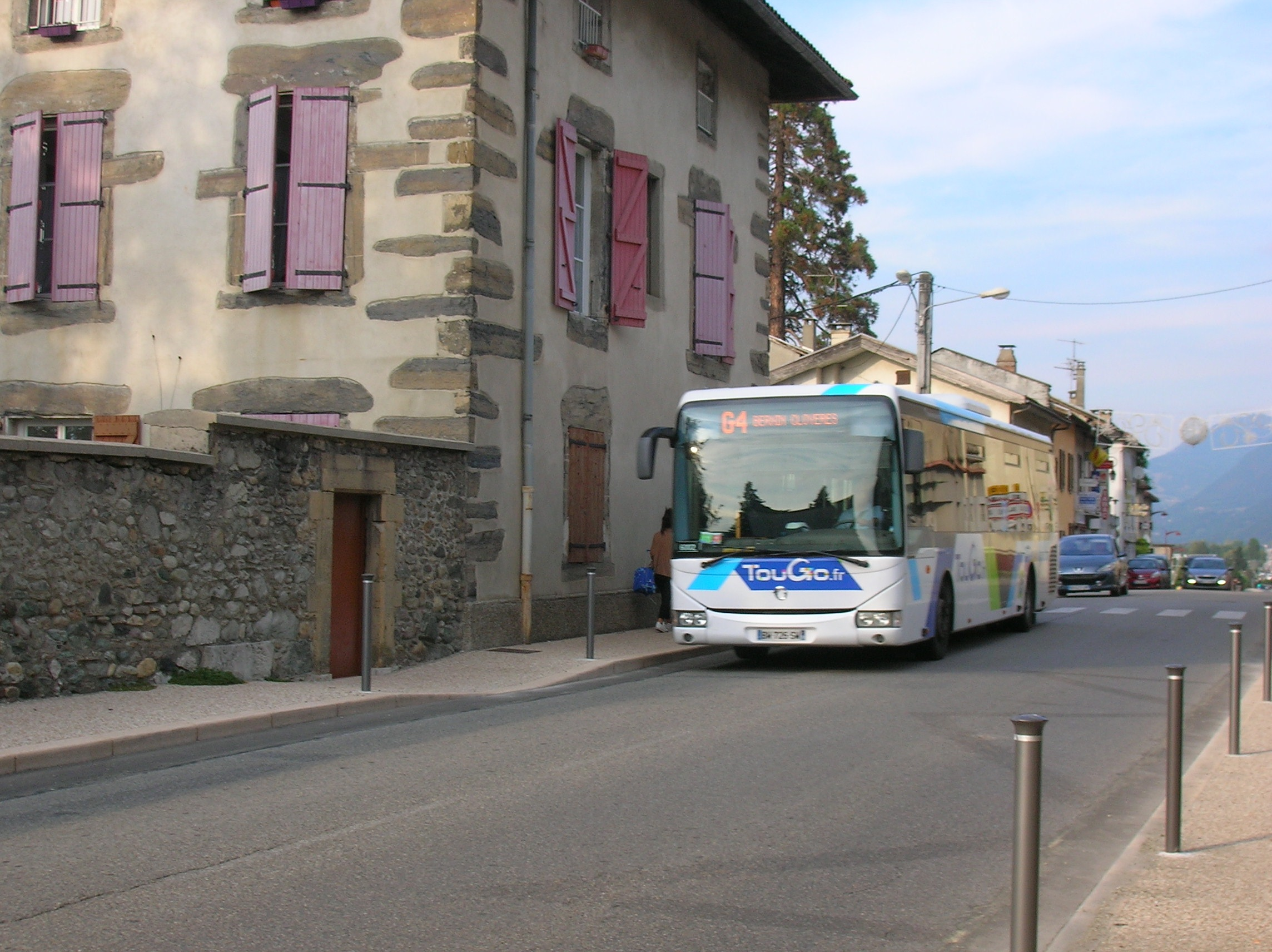
Le transport en commun à Froges.

Le territoire communal est traversé par l'ancienne route nationale 523 qui relie Saint-Martin-d'Hères (près de Grenoble) à Montmélian. À la suite de la réforme de 1972, cette voie a été déclassée en RD 523.
Aucune gare ferroviaire se trouve sur le sol de la commune, cependant à Villard-Bonnot, à la limite avec Froges, se trouve la gare de Brignoud, également point de départ des navettes / bus pour le domaine skiable de Prapoutel (Les 7 Laux). Froges est desservie par le réseau de bus TouGo du Grésivaudan.
La ligne interurbaine Express 2 permet également une desserte directe sur le polygone scientifique à Grenoble.

## Urbanisme

### Typologie
Au 1er janvier 2024, Froges est catégorisée ceinture urbaine, selon la nouvelle grille communale de densité à sept niveaux définie par l'Insee en 2022.
Elle appartient à l'unité urbaine de Grenoble, une agglomération intra-départementale regroupant 38  communes, dont elle est une commune de la banlieue,,. Par ailleurs la commune fait partie de l'aire d'attraction de Grenoble, dont elle est une commune de la couronne,. Cette aire, qui regroupe 204 communes, est catégorisée dans les aires de 700 000 habitants ou plus (hors Paris),.

### Occupation des sols
L'occupation des sols de la commune, telle qu'elle ressort de la base de données européenne d’occupation biophysique des sols Corine Land Cover (CLC), est marquée par l'importance des forêts et milieux semi-naturels (51,2 % en 2018), en augmentation par rapport à 1990 (50,4 %). La répartition détaillée en 2018 est la suivante : forêts (51,2 %), zones urbanisées (28,5 %), zones agricoles hétérogènes (7,9 %), prairies (4,6 %), eaux continentales (4,2 %), zones industrielles ou commerciales et réseaux de communication (3,4 %). L'évolution de l’occupation des sols de la commune et de ses infrastructures peut être observée sur les différentes représentations cartographiques du territoire : la carte de Cassini (XVIIIe siècle), la carte d'état-major (1820-1866) et les cartes ou photos aériennes de l'IGN pour la période actuelle (1950 à aujourd'hui).

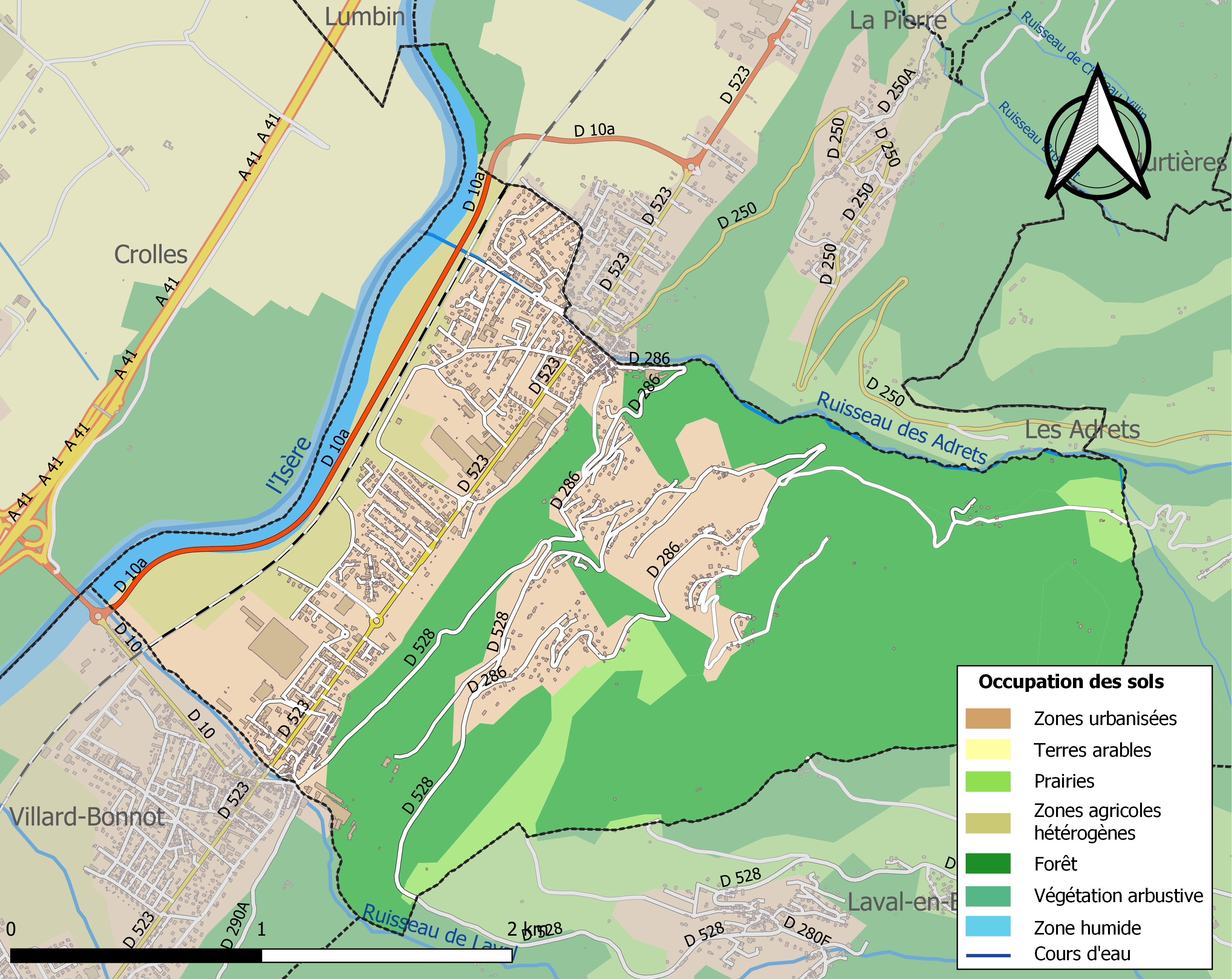
Carte des infrastructures et de l'occupation des sols de la commune en 2018 (CLC).

### Lieux-dits et écarts
- le Boccard
- les Bois
- Brignoud[19] où se trouve la gare,
- les Jaures
- Langenet
- Mazaretiers
- Pelioud
- Rouare
- les Fourniers

### Risques naturels et technologiques

#### Risques sismiques
L'ensemble du territoire de la commune de Froges est situé en zone de sismicité n°4 (sur une échelle de 1 à 5), comme la plupart des communes de son secteur géographique.
| Type de zone | Niveau            | Définitions (bâtiment à risque normal) |
| ------------ | ----------------- | -------------------------------------- |
| Zone 4       | Sismicité moyenne | accélération = 1,6 m/s2                |

## Toponymie
Frodias (1040), Frogetis (14ème siècle), Frogiis, Frougiarum (15ème siècle).

## Histoire

### Époque contemporaine
Dans la cité industrielle, Paul Héroult fut le pionnier de la production d'aluminium par électrolyse à l'usine de la chute de Froges.

### Administration municipale

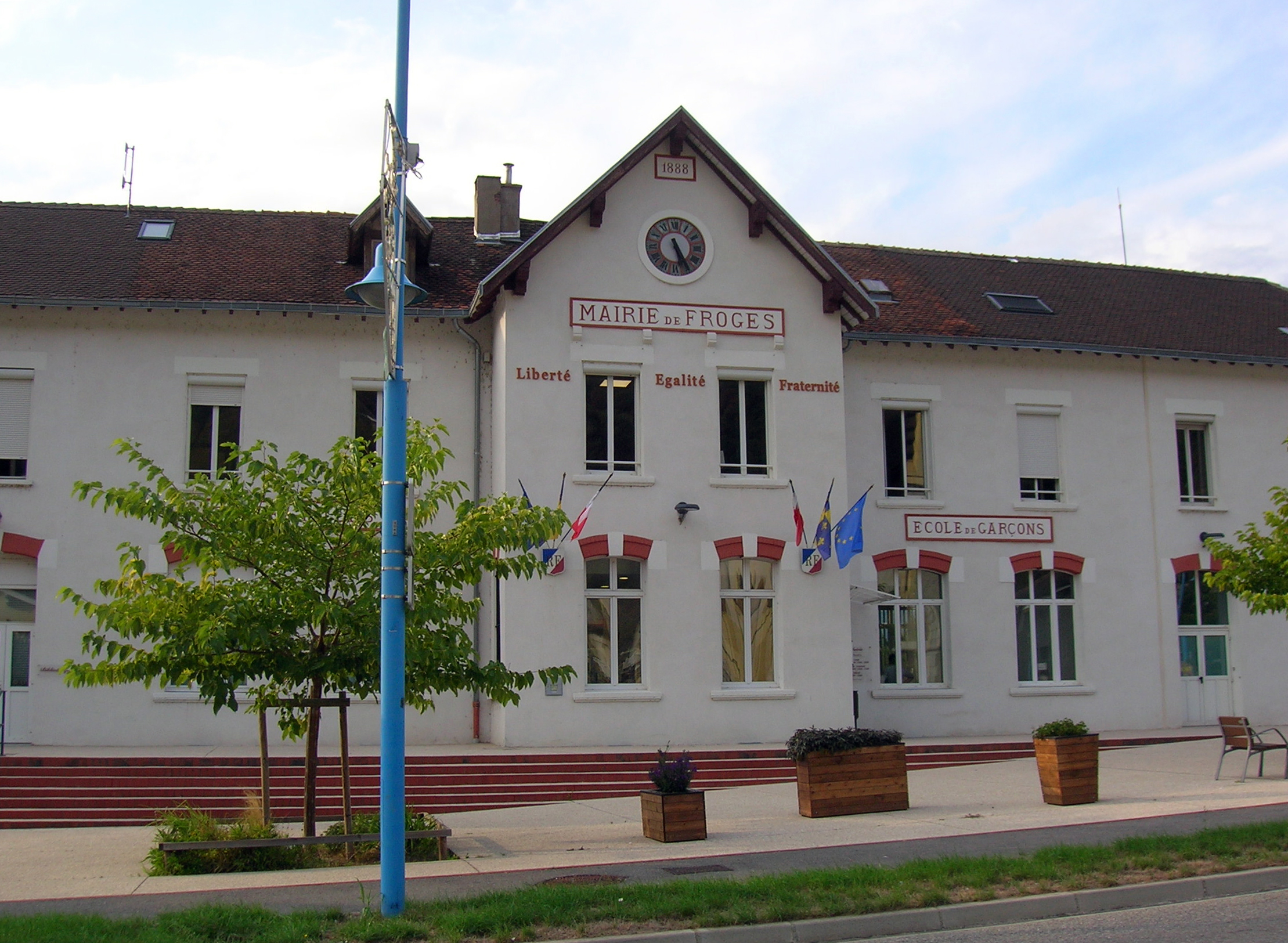
La mairie.

## Politique et administration

### Liste des maires
| Période                                  | Période   | Identité         | Étiquette | Qualité     |
| ---------------------------------------- | --------- | ---------------- | --------- | ----------- |
| 1944                                     | mars 1977 | Marius Marais    | PCF       | Electricien |
| mars 1977                                | mars 2001 | Jean Cerantola   | PCF       |             |
| mars 2001                                | mars 2008 | Joseph Vial      | PCF       |             |
| mars 2008                                | mai 2020  | Claude Malia     | PS        | Ingénieur   |
| mai 2020                                 | En cours  | Olivier Salvetti |           |             |
| Les données manquantes sont à compléter. |           |                  |           |             |

### Jumelages

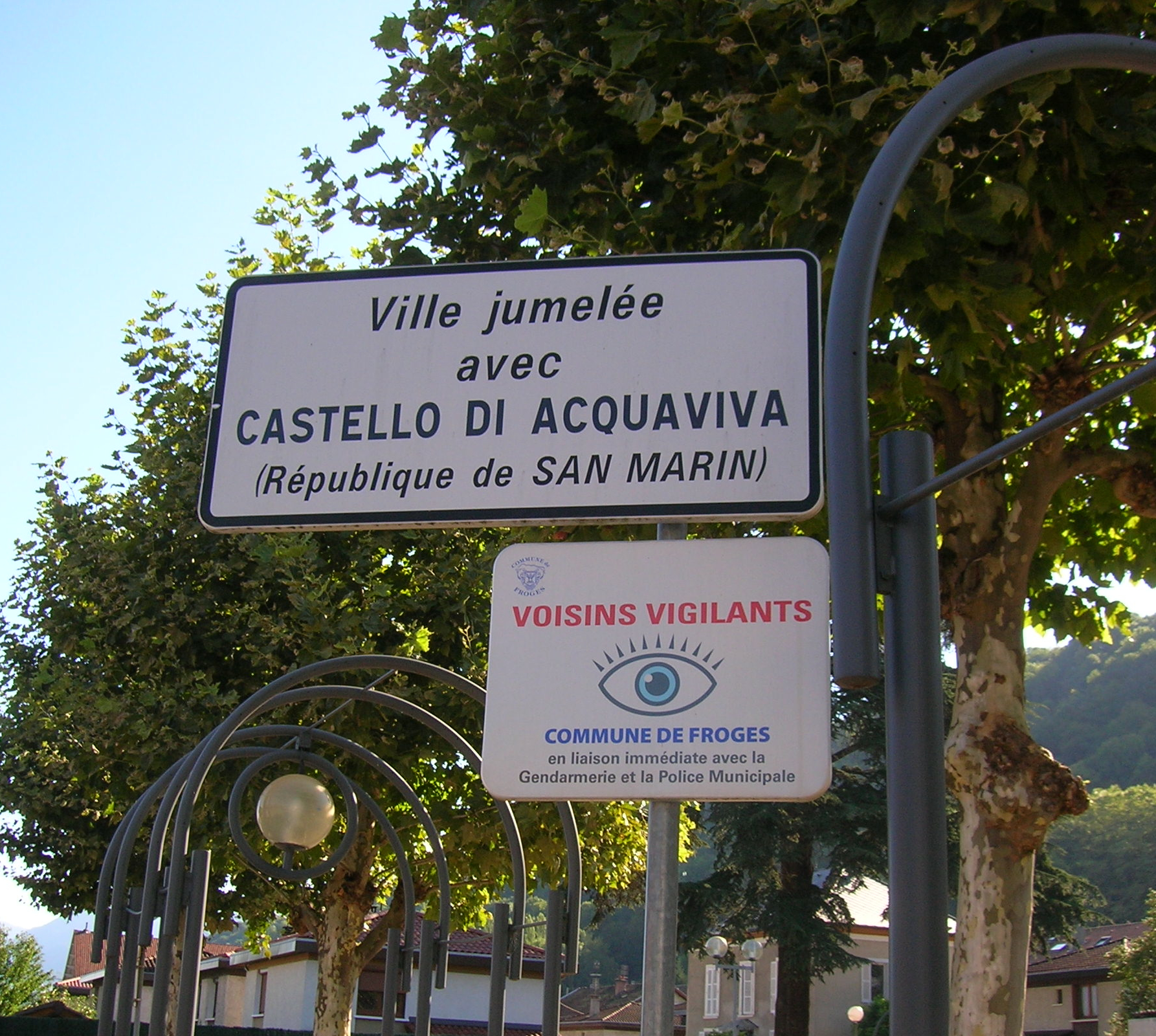
Panneau du jumelage.

1984 : la commune est jumelée avec la commune Castello di Acquaviva située dans la République de  Saint-Marin.

## Population et société

### Démographie
L'évolution du nombre d'habitants est connue à travers les recensements de la population effectués dans la commune depuis 1793. Pour les communes de moins de 10 000 habitants, une enquête de recensement portant sur toute la population est réalisée tous les cinq ans, les populations de référence des années intermédiaires étant quant à elles estimées par interpolation ou extrapolation. Pour la commune, le premier recensement exhaustif entrant dans le cadre du nouveau dispositif a été réalisé en 2004.

En 2022, la commune comptait 3 334 habitants, en évolution de +1,03 % par rapport à 2016 (Isère : +3,07 %, France hors Mayotte : +2,11 %).
| 1793 | 1800 | 1806 | 1821 | 1831 | 1836 | 1841 | 1846 | 1851 |
| ---- | ---- | ---- | ---- | ---- | ---- | ---- | ---- | ---- |
| 477  | 450  | 532  | 517  | 581  | 571  | 527  | 546  | 537  |

| 1856 | 1861 | 1866 | 1872 | 1876 | 1881 | 1886 | 1891 | 1896 |
| ---- | ---- | ---- | ---- | ---- | ---- | ---- | ---- | ---- |
| 538  | 503  | 466  | 503  | 521  | 553  | 577  | 569  | 515  |

| 1901 | 1906 | 1911 | 1921 | 1926  | 1931  | 1936  | 1946  | 1954  |
| ---- | ---- | ---- | ---- | ----- | ----- | ----- | ----- | ----- |
| 506  | 502  | 526  | 907  | 1 753 | 2 376 | 1 508 | 1 481 | 1 721 |

| 1962  | 1968  | 1975  | 1982  | 1990  | 1999  | 2004  | 2006  | 2009  |
| ----- | ----- | ----- | ----- | ----- | ----- | ----- | ----- | ----- |
| 2 279 | 2 631 | 2 303 | 2 191 | 2 330 | 3 092 | 3 444 | 3 500 | 3 458 |

| 2014  | 2019  | 2022  | - | - | - | - | - | - |
| ----- | ----- | ----- | - | - | - | - | - | - |
| 3 332 | 3 392 | 3 334 | - | - | - | - | - | - |

### Enseignement
La commune est rattachée à l'académie de Grenoble.

### Médias
Historiquement, le quotidien à grand tirage Le Dauphiné libéré consacre, chaque jour, y compris le dimanche, dans son édition du Grésivaudan, un ou plusieurs articles à l'actualité de la communauté de communes quelquefois de la commune, ainsi que des informations sur les éventuelles manifestations locales, les travaux routiers, et autres événements divers à caractère local.
La commune est située sur l'aire de diffusion de radio Ici Isère, une radio publique qui émet sur tout le territoire du département de l'Isère.

## Économie
La commune fait partiellement partie de l'aire géographique de production et transformation du « Bois de Chartreuse », la première AOC de la filière Bois en France.

## Culture et patrimoine

### Patrimoine civil
- la halle
- la maison forte Pichat, dite château de Froges, du XIIIe siècle[23]
- le château du Mas, où habitait Alfred Fredet et sa famille, des XIIIe et XVIe siècles[23]
- le manoir de l'Engenai, au Langenet, qui se trouve sur la carte de Cassini du XVIIIe siècle[23]
- les bâtiments industriels, notamment le bâtiment des bureaux de l'usine d'aluminium, des années 1930[30]
- les cités ouvrières et la cité jardin
- les bâtiments agricoles
- la voie royale
- le monument-fontaine du jumelage
- le mémorial aux Établissements Charles-Coquillard, 1924 - 2002.

### Patrimoine religieux
- L'église Sainte-Barbe, construite entre 1861 et 1867, près de la limite avec Champ-près-Froges.
- L'église Sainte-Thérèse, édifiée entre 1950 et 1954 sur le hameau de Brignoud, à proximité de la limite avec Villard-Bonnot.

Quelques photos de monuments de la commune de Froges
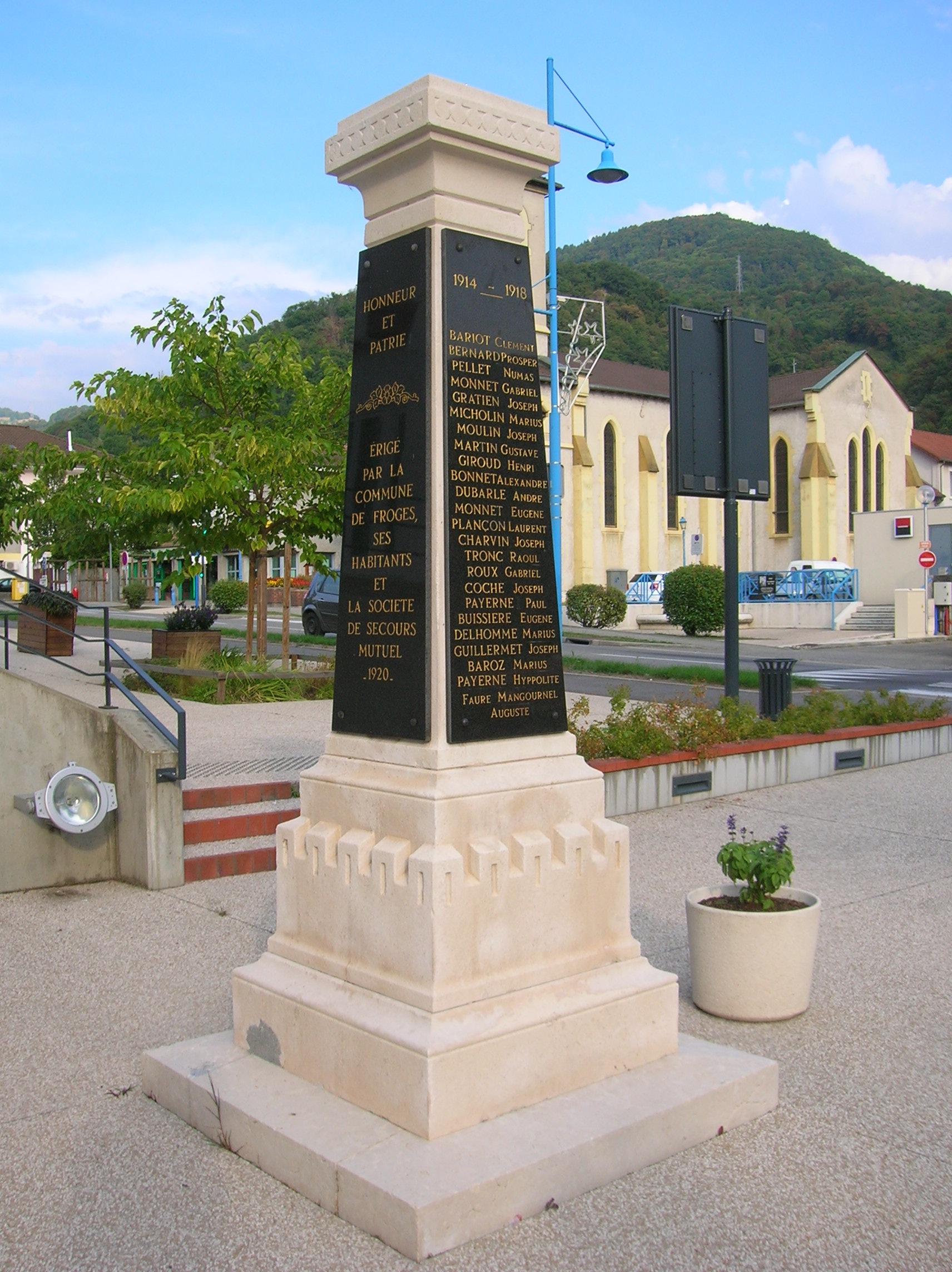
Le monument aux morts.
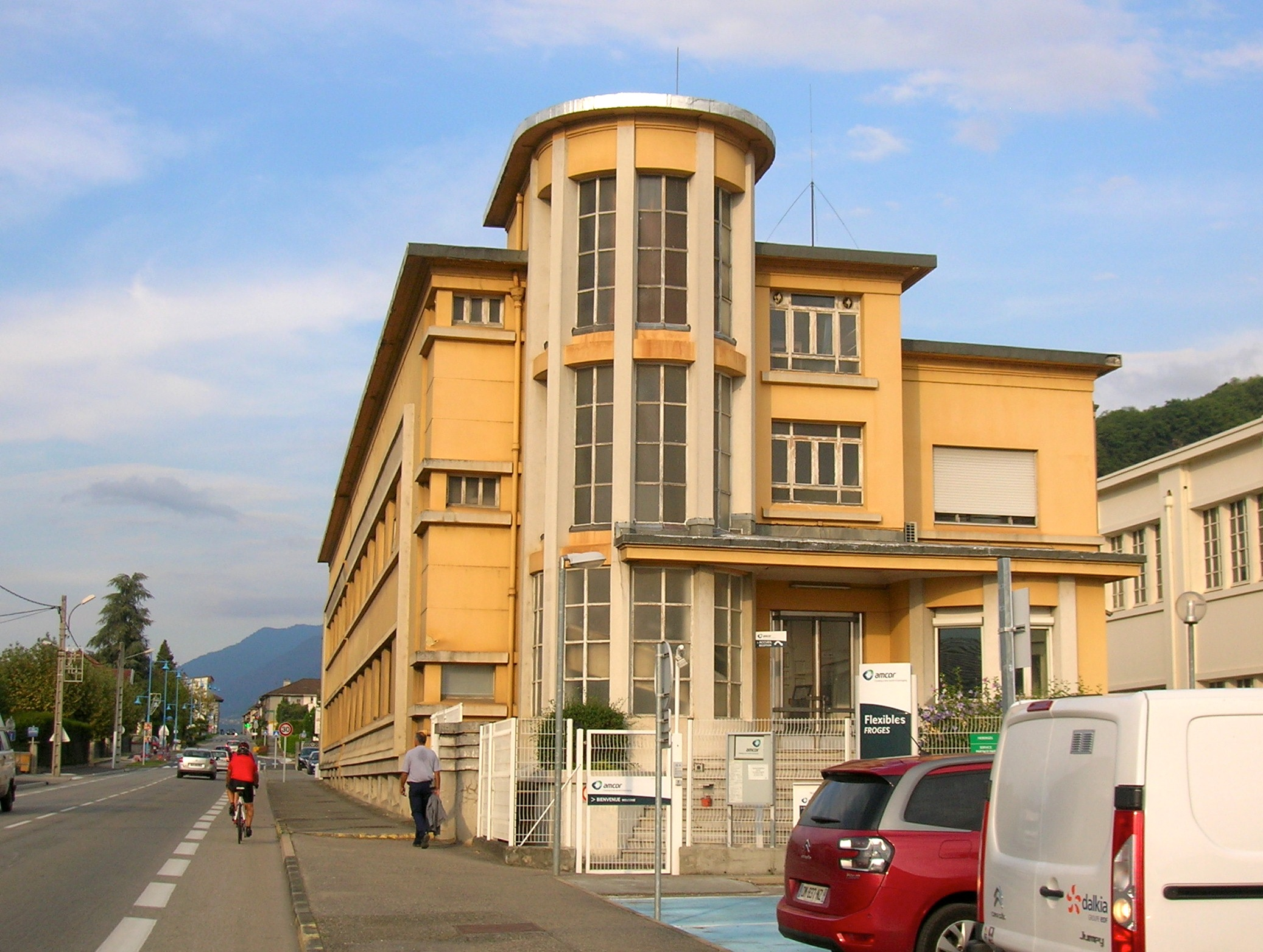
Bureaux des années 1930 de l'ex usine d'aluminium.
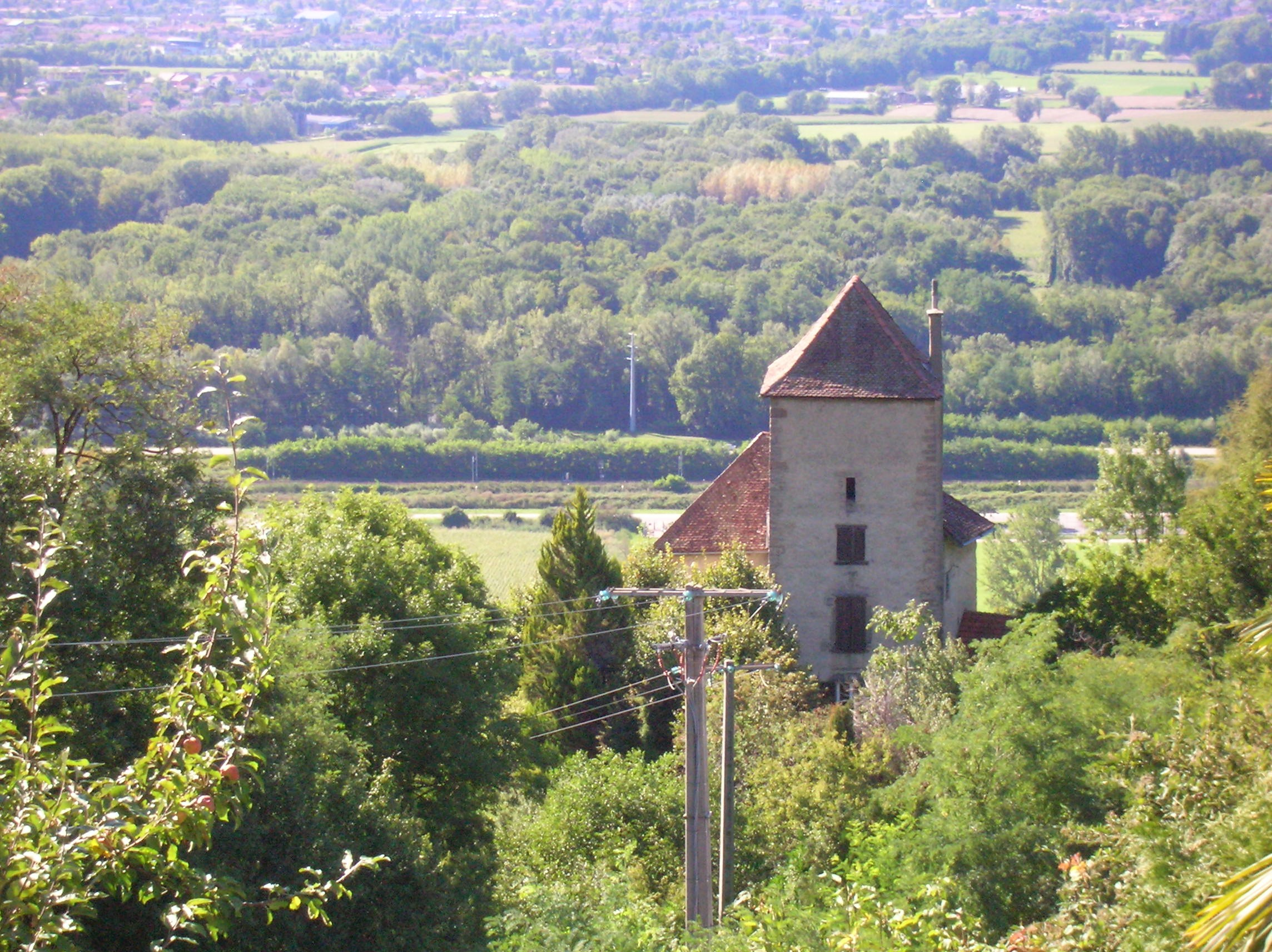
La maison forte Pichat.
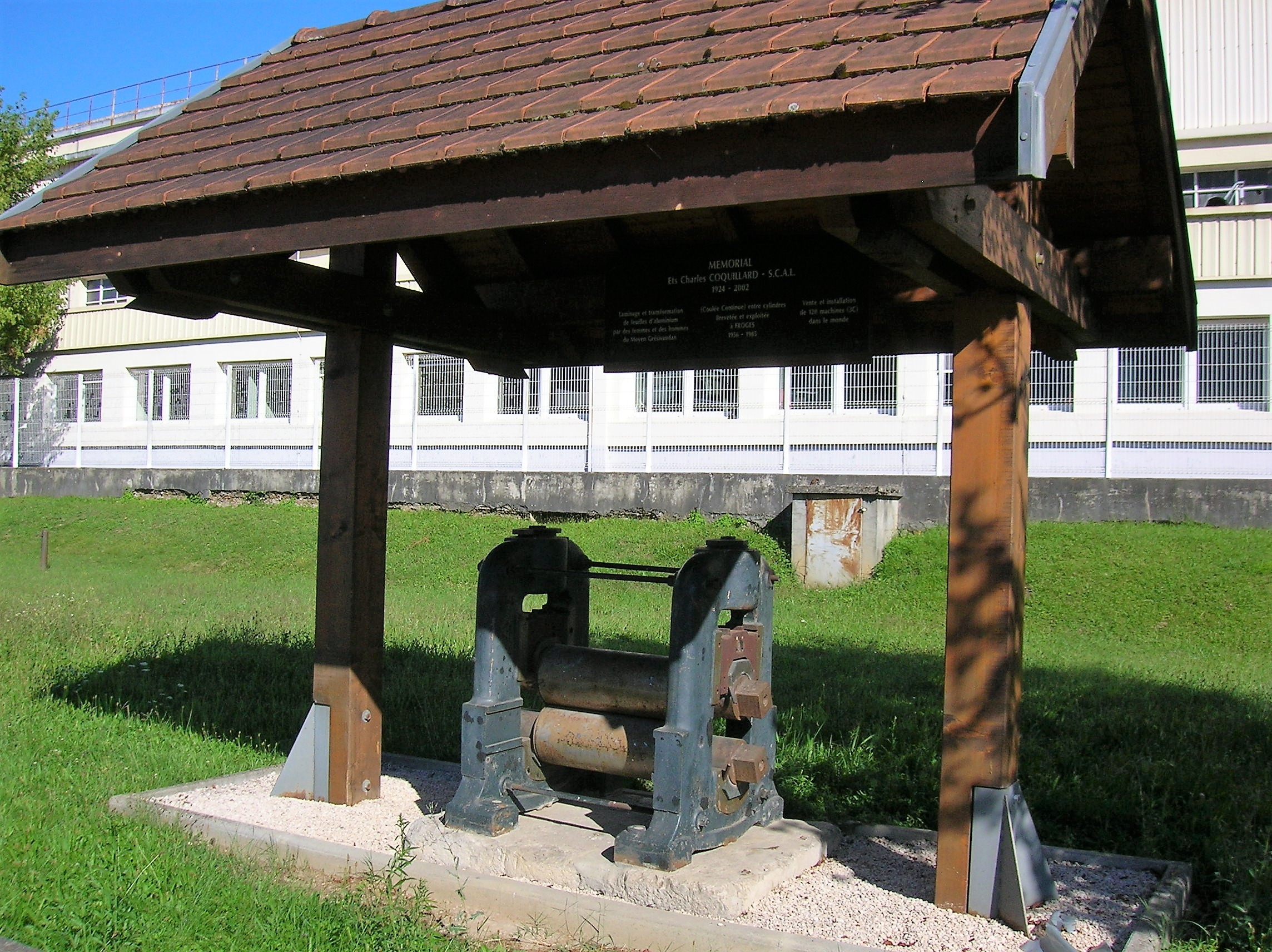
Le mémorial aux Établissements Charles-Coquillard.
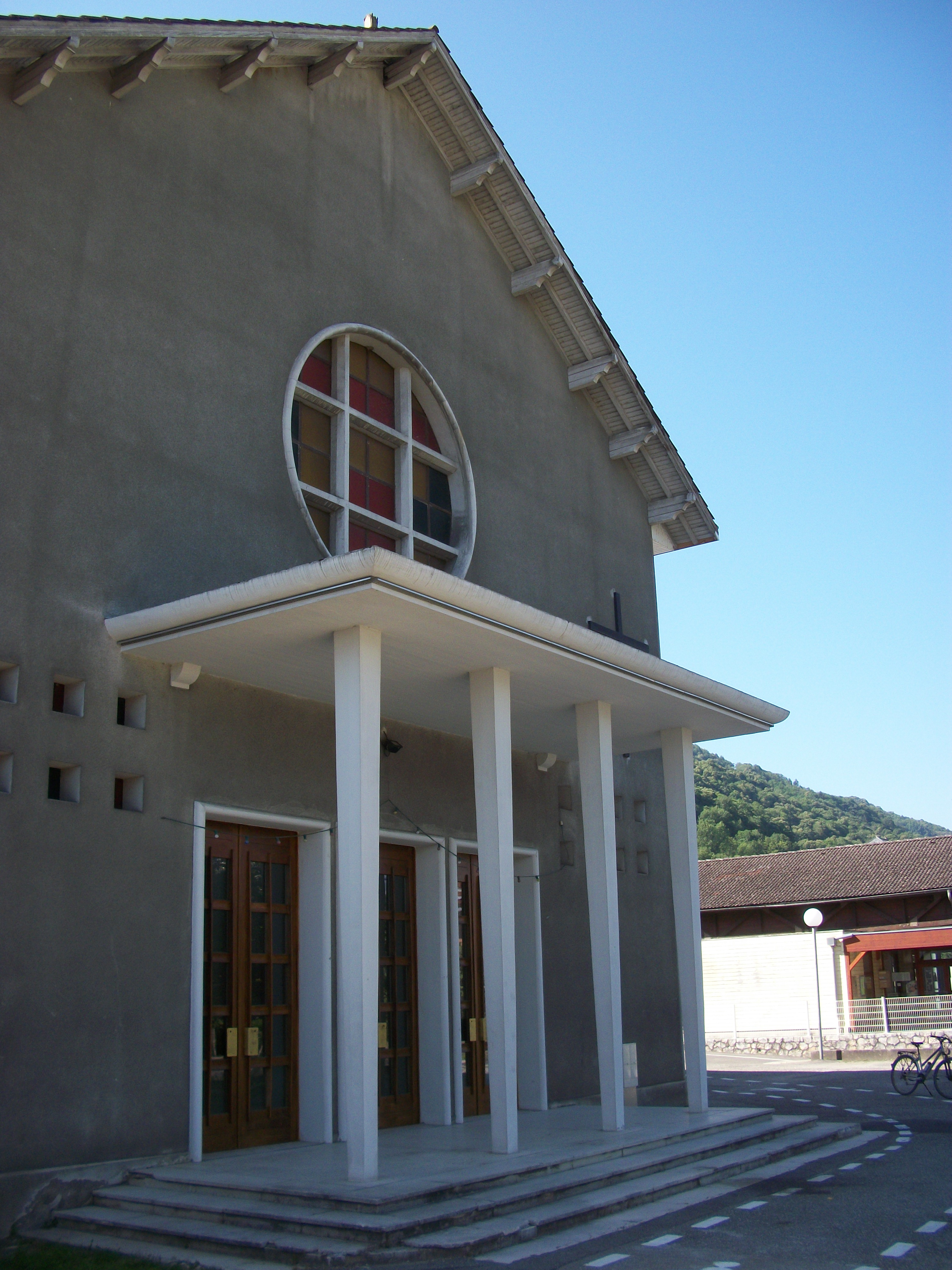
Façade et porche de l'église Sainte-Thérèse.
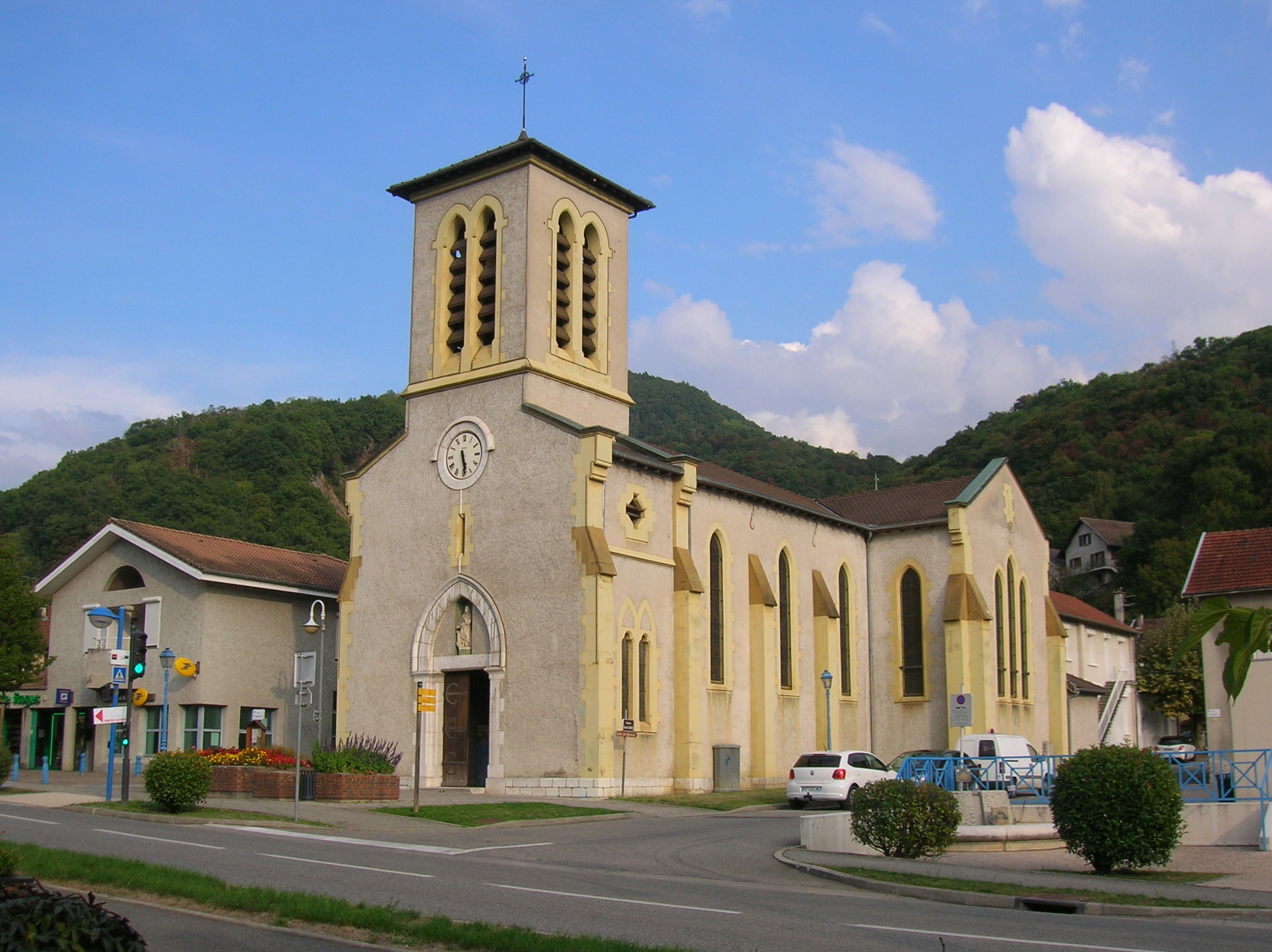
L'église Sainte-Barbe.

### Personnalités liées à la commune
- Paul Héroult fit ses expériences métallurgiques dans l'usine de la gorge de Froges (1888-1897).
- René Charrier fut gardien de l'équipe de France de football en 1978.
- Olivier Giroud est un attaquant de l'équipe de France de football[31].
- Alfred Fredet, fondateur des papeteries de Brignoud et propriétaire du château du Mas, est inhumé dans le cimetière de Froges.

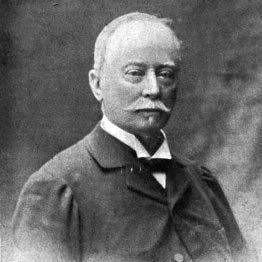
Alfred Fredet
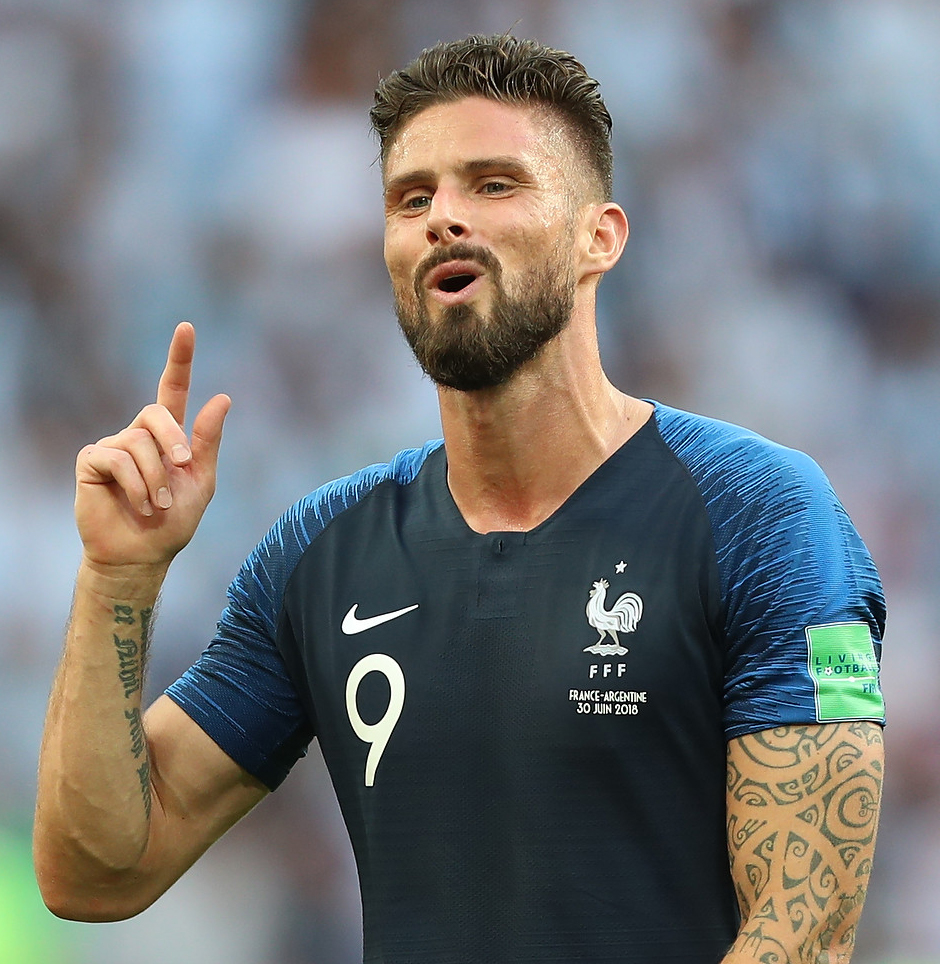
Olivier Giroud
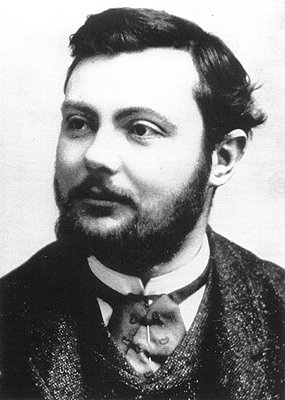
Paul Héroult

### Héraldique
| Blason de Froges | Blason  | D'azur à une marmite de Froges (four électrique à arc) d'or accostée, en chef, de deux éclairs de gueules bordés aussi d'or, celui de dextre posé en bande, celui de senestre posé en barre. |
| Blason de Froges | Détails | Le statut officiel du blason reste à déterminer. |